# 東日本大震災復興・防災・災害対策に関する特別委員会
東日本大震災復興・防災・災害対策に関する特別委員会（ひがしにほんだいしんさいふっこう・ぼうさい・さいがいたいさくにかんするとくべついいんかい）は日本の衆議院に設置されている特別委員会。国会法第45条の規定に基づき設置されている。

## 概要
東日本大震災からの復興・防災・災害に関する総合的な対策を樹立するため、第215回国会から、東日本大震災復興特別委員会と災害対策特別委員会を統合して設置された。

## 衆議院
- 衆議院における委員の選任は、総選挙後初めて召集される会期の始めに行われる（国会法第42条および衆議院委員会先例集9号）か、国会法または衆議院規則の改正により必要となったとき（衆議院委員会先例集10号）のみであり、その他の場合は異動とみなし、委員の辞任と補欠選任で対処することになっている。
- 多くの会派は、総選挙後の国会と毎年秋に召集される臨時国会の冒頭で各委員の構成を見直すことを例としていることから、実際に委員の構成が大きく変わるのはその際である。
- 委員の会派割当数は所属議員の比率により議院運営委員会において決定される（国会法第46条および衆議院委員会先例集12号）。

### 組織
衆議院東日本大震災復興・防災・災害対策に関する特別委員会の員数は40人である（衆議院規則100条）。委員長1名、理事8名が選出または指名される。
衆議院東日本大震災復興・防災・災害対策に関する特別委員会の組織
2025年（令和6年）6月19日現在
- 衆議院東日本大震災復興・防災・災害対策に関する特別委員長
  - 金子恭之（自由民主党・無所属の会）
- 理事
  - 自由民主党・無所属の会：古賀篤、土屋品子、平沼正二郎
  - 立憲民主党・無所属：小熊慎司、近藤和也、森山浩行
  - 日本維新の会：林佑美
  - 国民民主党・無所属クラブ：田中健
- 委員
  - 自由民主党・無所属の会：尾崎正直、鬼木誠、梶山弘志、工藤彰三、小寺裕雄、後藤茂之、小森卓郎、田畑裕明、西田昭二、根本幸典、松本洋平、簗和生
  - 立憲民主党・無所属：梅谷守、岡島一正、金子恵美、小宮山泰子、斎藤裕喜、竹内千春、馬場雄基、福田昭夫、柳沢剛、渡辺創
  - 日本維新の会：市村浩一郎、杉本和巳
  - 国民民主党・無所属クラブ：菊池大二郎、鳩山紀一郎
  - 公明党：中川宏昌、西園勝秀
  - れいわ新選組：櫛渕万里
  - 日本共産党：堀川あきこ
  - 有志の会：北神圭朗